# Flavio Senator
Flavio Senator (latino: Flavius Senator) fu un politico dell'Impero romano d'Oriente.

## Biografia
Fu console posterior per l'anno 436. Intorno al 442/443, fu inviato dall'imperatore Teodosio II in ambasciata presso Attila, sovrano degli Unni. Alcuni anni dopo, nel 449, Attila elencò Senator, assieme ad Anatolio e Nomo, come gli inviati che gli erano graditi.